# Stara Rijeka (Republika Serbska)
Stara Rijeka (cyr. Стара Ријека) – wieś w Bośni i Hercegowinie, w Republice Serbskiej, w gminie Oštra Luka. W 2013 roku liczyła 60 mieszkańców.